# Schlafmütze (Kartenspiel)
Schlafmütze, Hau Ruck, Metzger, Esel oder Feuer ist ein Kartenspiel, bei dem es auf rasche Reaktion ankommt. 
Im englischen Sprachraum ist das Spiel unter den Namen Pig, Donkey bzw. Spoons bekannt. Nach Morehead, Frey und Mott-Smith handelt es sich dabei um eine moderne Adaption eines älteren Spieles für vier Personen mit Namen Vive l'amour, bei dem man versuchen musste, sämtliche dreizehn Karten einer Farbe zu sammeln.
Das ähnliche Spiel Ochse, leg dich!, bei dem man acht Karten einer Farbe sammeln muss, ist dem englische Spiel My Ship Sails verwandt. Letzteres wird von David Parlett auf ein Glücksspiel aus dem 17. Jahrhundert namens My Sow Pigg'd zurückgeführt – die Wurzeln dieses Spieles dürften somit mehrere hundert Jahre alt sein.
Schlafmütze wird vorwiegend von Kindern gespielt, als Party- oder Hüttenspiel aber auch von Erwachsenen.

## Die Regeln
Je nach Anzahl der Spieler entnimmt man einem Paket Spielkarten ebenso viele Quartette (Vierersätze), bei fünf Spielern wird also mit fünf Quartetten d. h. mit zwanzig Karten gespielt.
Die Karten werden nun gemischt und an die Spieler verteilt.
Weiters legt man kleine Gegenstände, z. B. Dame-Steine, in die Mitte des Tisches – und zwar stets einen weniger als Spieler teilnehmen.
Die Spieler nehmen ihre Karten auf versuchen ein vollständiges Quartett zu bilden. Auf das Kommando „Hau“ legt jeder Spieler eine Karte, die er nicht benötigt, verdeckt auf den Tisch, schiebt diese Karte bei „Ruck“ an seinen linken Nachbarn weiter und nimmt die ihm von seinem rechten Nachbarn zugeschobene Karte auf.
Sobald ein Spieler ein vollständiges Quartett besitzt, legt er dieses offen auf den Tisch und nimmt sich einen Stein aus der Tischmitte. Die anderen Spieler versuchen nun ebenfalls je einen Stein zu schnappen – unabhängig davon, ob sie selbst ein Quartett besitzen oder nicht.
Wer keinen Stein bekommt, ist Schlafmütze und scheidet aus. Die nächste Runde wird unter den verbleibenden Spielern ausgetragen, dabei wird natürlich ein Quartett aus dem Kartenstapel und ein Stein aus der Tischmitte entfernt.
Der Spieler, der zuletzt übrig bleibt, ist Sieger.

### Varianten
Anstatt einen einzigen Sieger auszuspielen, überwiegt in manchen Varianten die Bestrafung des Verlierers, der Schlafmütze.

## Verwandte Spiele

### Spoons
Im englischsprachigen Raum ist das Spiel unter dem Namen Spoons (engl. Löffel) bekannt, dabei werden statt Spielsteinen Löffel verwendet. 

### Pig
Bei Pig (engl. Schwein) werden keine Gegenstände in die Mitte gelegt, sondern jeder Spieler muss, statt einen Gegenstand zu erhaschen, einen Finger an die Nase legen. Derjenige, der zuletzt reagiert, ist Pig. 

### My Ship Sails
Die Form des gleichzeitigen Austauschens von Spielkarten findet sich auch bei My Ship Sails, das mit einem Paket zu 52 Karten gespielt wird. Jeder Spieler erhält sieben Karten, sodann werden gemäß oben beschriebener Weise Karten getauscht.
Wer als erster sieben Karten einer Farbe besitzt ruft „My ship sails!“ und gewinnt. 
Bei dieser Spielart gibt es im Unterschied zu den vorgenannten Varianten in jedem einzelnen Spiel einen einzelnen Sieger, aber keinen alleinigen Verlierer.

### Vive l'amour
Vive l'amour ist im Prinzip identisch mit My Ship Sails und Ochse, leg dich! Man spielt zu viert, jeder Spieler erhält dreizehn Karten und versucht eine vollständige Farbe zu erhalten.